# Главный выставочный центр Западной Японии
Главный выставочный центр Западной Японии (яп. 西日本総合展示場, англ. West Japan General Exhibition Center) — это выставочный конференц-центр, расположенный в квартале Асано, района Кокуракитаку, города Китакюсю в префектуре Фукоко.

## Обзор
Комплекс расположен недалеко от станции Кокура, монорельсовой дороги. Является частью «Международной конференц-зоны» вместе с прилегающим к нему Международным конференц-центром Китакюсю и Азиатско-Тихоокеанским импортным торговым центром (AIM).
Состоит из главного здания, построенного в 1977 году и которое было спроектировано Арата Исодзаки и нового здания, открытого в 1998 году.

### Главное здание
Выставочный зал площадью 7000 (квадратных метров) представляет собой большой зал без колонн с эффективной высотой потолка 10 м, который можно разделить на перегородки в зависимости от масштаба события.

### Новое здание
Пространство без колонн площадью 8000 (квадратных метров) имеет гибкий дизайн, которое можно разделить на три части в соответствии с потребностями.

## История
В мае 1977 года главное здание комплекса открыла Ассоциация промышленных выставок Западной Японии. Новое здание начало работу с открытием здания AIM в апреле 1998 года. После этого, в качестве меры против вакансий на AIM, в феврале 2005 года на 3-м этаже здания распределительного центра был открыт выставочный зал.

## Спортивные мероприятия
- Чемпионат мира по художественной гимнастике 2021